# Brat TV
Brat TV es una compañía de producción digital estadounidense que está disponible en YouTube. Fundada en 2017, la red cuenta con programas originales y está orientada a la Generación Z.
La serie web conocida de Brat TV es Chicken Girls, que le dio lugar por su propia película, titulada Chicken Girls: The Movie. Brat también ha producido programas protagonizados por las estrellas adolescentes de Disney Channel y Nickelodeon, como Jules LeBlanc, Anna Cathcart, Francesca Capaldi y Emily Skinner. Una versión lineal del canal también está disponible a través de los servicios OTT respaldados por publicidad.

## Historia
Brat fue fundado en 2017 por el escritor de televisión Rob Fishman y Darren Lachtman como una red en línea con contenido con guion, que se transmite de forma gratuita en YouTube.La compañía recibió originalmente 2,5 millones de dólares en financiación inicial.Fishman vio una brecha en el mercado en línea para los programas para adolescentes de alta calidad disponibles de forma gratuita en plataformas digitales.   Fishman señaló cómo las celebridades seleccionadas de las redes sociales trajeron a sus propias audiencias establecidas a los programas de Brat, describiéndolas como «propiedad de los medios de comunicación con un apalancamiento». El nombre de la cadena se inspiró en las películas «Brat Pack» de la década de 1980.
El 5 de septiembre de 2017, Brat estrenó Chicken Girls, que es la serie de más larga duración de Brat.[cita requerida]
El episodio más visto de Brat es el noveno episodio de la primera temporada de Mani, titulado «I'm the Captain Now». Se sitúa en más de 22 millones de visitas al 30 de diciembre de 2023. El episodio se estrenó originalmente el 6 de diciembre de 2017.[cita requerida]
Además de las celebridades adolescentes de Internet, el contenido de Brat también estaría protagonizada por personas que han trabajado con Disney Channel y Nickelodeon.[cita requerida]
En 2018, Brat estrenó 3 programas que eran diferentes a sus programas habituales de una sola cámara: Brat Chat, que fue un programa de entrevistas presentado por Indiana Massara y Darius Marcell que se estrenó en junio, The Talent Showque fue una serie de competición para encontrar la próxima estrella de Brat (fue presentada por Casey Simpson. El conjunto habitual de jueces consistía en Sofie Dossi, Bryce Xavier y Jordyn Jones) que se estrenó en agosto, y Hotel Du Loone, que era una comedia de situación multicámara que (como Brat Chat) se estrenó en junio.Una película basada en Chicken Girls se estrenó en 2018 como parte de un acuerdo con Studio L, una división de contenido digital de LionsgateAntes del estreno de la película, Brat y Lionsgate cancelaron amistosamente su asociación.La película fue diseñada para proporcionar una alternativa a lo que se había cubierto en la serie y se estrenó en junio.
Chicken Girls: The Movie se estrenó el 29 de junio de 2018 y terminó convirtiéndose en el proyecto más popular de Brat de todos los tiempos, con más de 40 millones de visitas al 30 de diciembre de 2023.[cita requerida]
In December 2018, Brat se estrenó Brat Holiday Spectacular, protagonizada por Mackenzie Ziegler, Jules LeBlanc, Indiana Massara, Sofie Dossi, Aliyah Moulden, Emily Skinner, y Michelle Johnson.
En marzo de 2019, Brat estrenó Spring Breakaway, protagonizada por Jules LeBlanc, Lilia Buckingham, y Anna Cathcart, William Frankline-Miller, Kianna Naomi, David Banks, Claire Montgomery, Allen Perada y Colleen Elizabeth Miller.
En agosto de 2019, Brat se estrenó en Intern-in-Chief, con Jules LeBlanc, Riley Lewis, Indiana Massara, Aliyah Moulden, and Kiki Haynes.[cita requerida]

## Programación

### Programación actual
| Título                           | Fecha de emisión         | Temporadas | Ref.          |
| -------------------------------- | ------------------------ | ---------- | ------------- |
| Chicken Girls                    | 5 de septiembre de 2017  | 11         | [ 10 ]        |
| Mani                             | 30 de agosto de 2017     | 8          |               |
| Crown Lake                       | 20 de junio de 2019      | 3          | [ 11 ]        |
| Attaway General                  | 20 de mayo de 2020       | 4          |               |
| Charmers                         | 27 de mayo de 2021       | 2          | [ 12 ]        |
| Good Luck Have Fun               | 16 de junio de 2021      | 1          | [ 13 ]        |
| Chicken Girls: The College Years | 2 de agosto de 2022      | 2          | [ 14 ] [ 15 ] |
| Junior's                         | 26 de septiembre de 2022 | 1          |               |
| Together Forever                 | 1 de junio de 2023       | 1          |               |
| Classroom Confidential           | 27 de febrero de 2024    | 1          |               |

### Películas
| Título                   | Fecha de emisión        | Ref.   |
| ------------------------ | ----------------------- | ------ |
| Chicken Girls: The Movie | 29 de junio de 2018     | [ 16 ] |
| Brat Holiday Spectacular | 21 de diciembre de 2018 | [ 17 ] |
| Spring Breakaway         | 15 de marzo de 2019     | [ 18 ] |
| Intern-in-Chief          | 23 de agosto de 2019    |        |

### Programación anterior
| No longer available | Las series que ya no se encuentran disponibles del canal. |

| Título                        | Fecha de primera emisión | Fecha de última emisión  | Temporadas               | Ref.                     |
| Series de un sola cámara      | Series de un sola cámara | Series de un sola cámara | Series de un sola cámara | Series de un sola cámara |
| ----------------------------- | ------------------------ | ------------------------ | ------------------------ | ------------------------ |
| Misshaps                      | 12 de junio de 2017      | 7 de agosto de 2018      | 1                        | [ 19 ]                   |
| Cody & Lexy                   | 27 de julio de 2017      | 17 de agosto de 2017     | 1                        | [ 20 ]                   |
| Keys                          | 29 de julio de 2017      | 16 de febrero de 2018    | 1                        | [ 21 ]                   |
| Spot The Dog                  | 31 de agosto de 2017     | 23 de septiembre de 2017 | 1                        | [ 22 ]                   |
| Flunky's Upset                | 27 de septiembre de 2017 | 2 de noviembre de 2017   | 1                        | [ 23 ]                   |
| Attaway Appeal                | 28 de septiembre de 2017 | 10 de noviembre de 2017  | 1                        | [ 24 ]                   |
| Afterschooled                 | 11 de enero de 2018      | 8 de febrero de 2018     | 1                        | [ 25 ]                   |
| Overnights                    | 2 de marzo de 2018       | 30 de marzo de 2018      | 1                        | [ 26 ]                   |
| Total Eclipse                 | 5 de abril de 3018       | 3 de septiembre de 2020  | 5                        | [ 27 ]                   |
| Brobot                        | 16 de abril de 2018      | 14 de mayo de 2018       | 1                        | [ 28 ]                   |
| Dirt                          | 4 de mayo de 2018        | 1 de marzo de 2019       | 2                        | [ 29 ]                   |
| Baby Doll Records             | 4 de junio de 2018       | 16 de julio de 2018      | 1                        | [ 30 ]                   |
| Boss Cheer                    | 21 de junio de 2018      | 21 de febrero de 2019    | 2                        | [ 31 ]                   |
| A Girl Named Jo               | 3 de julio de 2018       | 6 de agosto de 2019      | 3                        | [ 32 ]                   |
| Zoe Valentine                 | 16 de enero de 2019      | 23 de octubre de 2019    | 2                        | [ 33 ] [ 34 ]            |
| On The Ropes                  | 25 de febrero de 2019    | 15 de abril de 2019      | 1                        | [ 35 ]                   |
| Stuck                         | 27 de marzo de 2019      | 15 de mayo de 2019       | 1                        | [ 36 ]                   |
| Red Ruby                      | 29 de abril de 2019      | 10 de junio de 2019      | 1                        | [ 37 ]                   |
| Sunnyside Up                  | 3 de diciembre de 2019   | 28 de enero de 2020      | 1                        | [ 38 ]                   |
| Crazy Fast                    | 4 de diciembre de 2019   | 22 de enero de 2020      | 1                        | [ 39 ]                   |
| Stage Fright                  | 26 de marzo de 2020      | 14 de mayo de 2020       | 1                        | [ 40 ]                   |
| Rooney's Last Roll            | 11 de noviembre de 2020  | 2 de diciembre de 2020   | 1                        |                          |
| Scarlett's Lab                | 6 de agosto de 2021      | 27 de agosto de 2021     | 1                        | [ 41 ]                   |
| Two Christmases               | 22 de diciembre de 2021  | 25 de diciembre de 2021  | 1                        | [ 42 ]                   |
| The Four of Them              | 17 de agosto de 2022     | 31 de agosto de 2022     | 1                        | [ 43 ]                   |
| Chicken Girls:Forever Team    | 3 de noviembre de 2022   | [ 44 ]                   |                          |                          |
| Programa de entrevistas       |                          |                          |                          |                          |
| Brat Chat                     | 3 de junio de 2018       | 16 de diciembre de 2018  | 1                        | [ 45 ]                   |
| Series de comedia             |                          |                          |                          |                          |
| My Not So Sweet 16            | 7 de julio de 2017       | 7 de julio de 2017       | 1                        | [ 46 ]                   |
| Too Cool For School           | 8 de julio de 2017       | 22 de julio de 2017      | 1                        | [ 47 ]                   |
| Series de Multicámara         |                          |                          |                          |                          |
| Hotel Du Loone                | 27 de junio de 2018      | 22 de agosto de 2018     | 1                        | [ 48 ]                   |
| Series de Reality             |                          |                          |                          |                          |
| The Pain of Painting          | 19 de julio de 2017      | 9 de agosto de 2017      | 1                        | [ 49 ]                   |
| Sheltered                     | 21 de julio de 2017      | 11 de agosto de 2017     | 1                        | [ 50 ]                   |
| Chicken Girls: The Docuseries | 1 de octubre de 2020     | 12 de noviembre de 2020  |                          |                          |
| Heart and Soul                | 29 de enero de 2021      | 12 de marzo de 2021      |                          |                          |
| Series de competencia         |                          |                          |                          |                          |
| The Talent Show               | 27 de agosto de 2018     | 11 de octubre de 2018    | 1                        | [ 51 ]                   |

### Facebook Watch
| Título               | Fecha de emisión      | Temporadas | Ref. |
| -------------------- | --------------------- | ---------- | ---- |
| Turnt                | 1 de agosto de 2018   | 1          |      |
| The Shluv Family     | 29 de junio de 2020   | 1          |      |
| Random Acts of Magic | 17 de agosto de 2021  | 1          |      |
| Don't @ Me           | 21 de octubre de 2021 | 1          |      |

Brat también había filmado un programa para su canal principal en YouTube llamado Theater Kids,   pero no se estrenó en absoluto.

## Otros medios

### Otros canales

#### B-Sides
En febrero de 2020, Brat lanzó un canal de YouTube llamado Music by Brat TV (anteriormente B-SIDES), que estaba dedicado a canciones originales de las estrellas de Brat, así como a versiones de canciones existentes.

#### Past Your Bedtime (anteriormente conocido como Yearbook)
En febrero de 2020, Brat lanzó un canal de YouTube llamado Yearbook que presenta a sus estrellas en diferentes series de vídeos, a menudo entrevistas o resúmenes:
- Best Day Ever
- Chemistry
- Dear Diary
- Honor Roll
- @me
- Meet My Pet
- Portrait Mode
- Sip or Spill
- Study Hall
- Tuesday Tea

Algunos de los videos del canal Yearbook que fueron publicados en la aplicación IGTV.
Yearbook fue rebautizado en febrero de 2022 como Past Your Bedtime, un canal con podcasts producidos por Brat, como:
- Sip or Spill (con Tati Mitchell y Louis Levanti)
- The Comment Section (con Drew Afualo)
- Anonymously Yours (con Teala Dunn)
- Keep Kickin’ (con Kai Novak)
- Interview With My Kid (con Jesse y Arlo Sullivan)
- Reading The Stars (con Antoni Bumba)
- Me Time (con Jack Wright)
- The Beauty Breakdown (con Glamzilla)
- Looking For
- I'm Literally Screaming (con Spencewuah)
- I'll Be Your Sister (con Ellie Zieler)
- Best Friends For Real (con Gabby Morrison Jada Wesley)

### Snapchat
Brat TV también ha lanzado varias series de Snapchat que recapitulan la cultura pop y los eventos actuales relacionados principalmente con personas influyentes notables.
- Past Your Bedtime
- Hot Take
- Beauty Beat
- Get The Lewk

### Libros
En marzo de 2019, Brat se asoció con Sky Pony Press para lanzar una novela junior basada en la serie Chicken Girls, titulada "Rhyme and the Runaway Twins".

### IGTV
- Attaway Looks
- Brat Asks
- Brat Radio
- Fast Friends
- Fly So High
- Past Your Bedtime
- Trivia Night
- True or Nah
- Wednesday Wisdom

### Podcast
En agosto de 2019, Brat se asoció con Art19 para producir un conjunto de podcasts, el primero de los cuales sirvió como un spin-off de Attaway Appeal.